# Heriaeus oblongus
Heriaeus oblongus (лат.) — вид пауков семейства Пауки-бокоходы (Thomisidae). Встречается в Европе, на восток до Кавказа. Длина тела самок от 5,6 до 8 мм. Длина тела самцов от 4,5 до 6 мм. Эпигинум с большим копуляционным отверстием. Просома блестящая желтая до изумрудно-зеленой. Опистосома блестит желтым до изумрудно-зеленого, несёт 3 ярких полоски. У самцов удлинённая, почти вдвое длиннее своей ширины. На лугах, на траве и кустарниках, в степях и лесостепях, в сухих теплых местахПервые две пары ног развернуты передними поверхностями вверх, заметно длиннее ног третьей и четвёртой пар. Паутину не плетут, жертву ловят своими видоизменёнными передними ногами.